# Providence (Kentucky)
Providence is een plaats (city) in de Amerikaanse staat Kentucky, en valt bestuurlijk gezien onder Webster County.

## Demografie
Bij de volkstelling in 2000 werd het aantal inwoners vastgesteld op 3611.
In 2006 is het aantal inwoners door het United States Census Bureau geschat op 3532, een daling van 79 (-2.2%).

## Geografie
Volgens het United States Census Bureau beslaat de plaats een oppervlakte van
16,0 km², waarvan 15,9 km² land en 0,1 km² water. Providence ligt op ongeveer 134 m boven zeeniveau.

## Plaatsen in de nabije omgeving
De onderstaande figuur toont nabijgelegen plaatsen in een straal van 24 km rond Providence.